# アドリアーナ・セレソ
アドリアーナ・セレソ・イグレシアス（Adriana Cerezo Iglesias、2003年11月24日 - ）は、スペイン・マドリード州アルカラ・デ・エナーレス出身の女子テコンドー選手。東京オリンピック女子49 kg級銀メダリスト。

## 経歴
2003年11月24日、スペインのマドリード州アルカラ・デ・エナーレスに生まれた。
17歳だった2021年、ブルガリアのソフィアで開催された欧州テコンドー選手権大会の49 kg級で金メダルを獲得した。
2022年6月にイタリアのローマで開催されたワールドテコンドーグランプリでは、女子49 kg級で金メダルを獲得した。同年6月から7月にアルジェリアのオランで開催された地中海競技大会では、女子49 kg級で銀メダルを獲得した。同年7月に日本の東京で開催された東京オリンピックでは、女子49 kg級で銀メダルを獲得した。決勝でタイのパニパック・ウォンパッタナキットに敗れた。